# 1er régiment d'artillerie à cheval
Pour les articles homonymes, voir 1er régiment.
Ne doit pas être confondu avec 1er régiment d'artillerie à pied.
Le 1er régiment d'artillerie à cheval (1er à cheval) où 1er régiment d'artillerie légère est un régiment d'artillerie de l'Armée de terre française créé sous la Révolution par la réunion de compagnies de canonniers à cheval créées en 1792. Il est licencié en 1829.

## Création et différentes dénominations
- 21 mars 1795 : Organisation du 1er régiment d'artillerie à cheval[note 1]
- 26 octobre 1815 : Licencié
- 25 juin 1816 : Régiment d'artillerie à cheval de Metz
- 1820 : 2e régiment d'artillerie à cheval
- 9 septembre 1829 : Licencié

## Colonels et chefs de corps
- 8 août 1794 : Charles François Marles
- 23 septembre 1800 : Louis Jailliot
- 30 novembre 1801 : Charles Nicolas d'Anthouard
- 11 février 1806 : Claude Prost
- 9 mars 1806 : Basile Guy Marie Victor Baltus
- 28 novembre 1811 : Cyprien Joseph Raffron
- 25 juin 1816 : Jean-Louis Breu
- 21 janvier 1818 : Marie Claude Bernard Verrier
- 16 mars 1820 : Marie Joseph Le Clerc
- 20 janvier 1824 : Jean-François Vialet
- 28 novembre 1811 : Jean-Baptiste Victor Raindre[1],[note 2]

## Historique des garnisons, combats et batailles

### Guerres de la Révolution et de l'Empire
Le 1er régiment d'artillerie à cheval a été organisé à Toulouse le 8 août 1794, avec les 1re, 2e, 3e, 4e et 5e compagnies de canonniers à cheval qui avaient été créées en 1792 et mis sous le commandement du chef de brigade Charles François Marles qui avait commandé la 14e compagnie de canonniers à cheval.
En 1794-1795, le régiment est affecté à l'armée des Pyrénées Orientales.
En 1796-1797, une partie du régiment rejoint l'armée de Rhin et Moselle, et participe, en 1797, à la défense de Kehl, tandis que l'autre partie à l'armée d'Italie participe aux batailles de Dego en 1796 et de Gradisca en 1797.
En 1798, une partie du régiment est envoyée à l'expédition d'Irlande.
Le dépôt est transporté à Valence en juin 1798 et à Besançon en 1800. 
De 1798 à 1801, une partie du régiment affectée à l'armée d'Orient participe à la campagne d'Égypte.
En 1800-1801, le régiment avait alors presque toutes ses compagnies en Italie et le dépôt alla s'établir à Plaisance en 1802. En 1801, la 6e compagnie du 8e régiment d'artillerie à cheval qui avait été supprimé est incorporée au « 1er régiment d'artillerie à cheval ». Le corps avait ensuite été réorganisé le 21 janvier 1802 par le général Lacombe Saint-Michel, à son passage à Milan.
En 1805, en Espagne la 3e compagnie participe à la bataille de Caldiero.
De 1806 à 1808, le 1er à cheval est dans le royaume de Naples. Le dépôt occupe d'abord Capoue, de mai 1806 à juin 1807 puis il se transporte alors à Aversa, qu'il quitte au bout d'un an pour se rendre à Vérone, où il reste jusqu'au mois d'octobre 1810. 
Dans cet intervalle, le régiment avait fourni son contingent à la Grande Armée qui avait, durant la campagne d'Allemagne et d'Autriche, combattu à la bataille de Wagram. La 2e compagnie a été faite prisonnière près d'Innsbruck, en marchant de Vérone sur Augsbourg, en avril 1809.
Rappelé d'Italie le 4 octobre 1810, le 1er à cheval est placé à Auxonne, où son dépôt demeure jusqu'en 1813.
En 1812, après que le colonel Cyprien Joseph Raffron et le régiment servait à l'armée d'Aragon dans le cadre de la guerre d'indépendance espagnole, les 7 compagnies dont se composait alors le régiment furent réunies et firent partie de l'armée de Russie : 
- 1re compagnie en réserve de la Garde Impériale
- 2e compagnie en réserve de la Garde Impériale
- 3e compagnie au 2e corps de la Grande Armée
- 4e compagnie au 2e corps de la Grande Armée
- 5e compagnie en réserve de la Garde Impériale
- 6e compagnie en réserve de la Garde Impériale
- 7e compagnie au 1er corps de la Grande Armée
- Dépôt à Valence

Le régiment est engagé durant les batailles de La Moskova et de la Bérésina.
En avril 1813, le dépôt se trouve à Besançon et le reste du régiment participe aux batailles de Dresde et de Leipzig.
Dans le cadre de la campagne de France le régiment participe aux batailles de La Rothière et de Paris.
Après la première abdication de Napoléon Ier, en avril 1814, les débris échappés aux campagnes de Russie, de Saxe et de France se réunirent en 1814 à Besançon. 
Le régiment est réorganisé le 16 septembre 1814, à Besançon, par le général Dulauloy. On y verse un détachement de la Vieille Garde, et les 1er, 3e, 8e compagnies et le dépôt dépôt du 5e régiment d'artillerie à cheval qui venait d'être supprimé.
Au retour de l'ile d'Elbe, le régiment est envoyé à Douai où il est encore une fois réorganisé, le 21 mai 1815, à 6 compagnies, qui rallient immédiatement l'armée du Nord :
- 1re compagnie à la 1re division de cavalerie du 1er corps d'infanterie
- 2e compagnie à la 4e division de cavalerie du 1er corps de cavalerie
- 3e compagnie à la 5e division de cavalerie du 1er corps de cavalerie
- 4e compagnie à la 9e division de cavalerie du 2e corps de cavalerie
- 5e compagnie à la 13e division de cavalerie du 4e corps de cavalerie
- 6e compagnie ?

En 1815, il participe à la campagne de Belgique et participe à la bataille de Waterloo.
Après Waterloo, le régiment occupe pendant quelque temps des cantonnements autour de Limoges. Le 26 octobre 1815, le général Charbonnel prononce le licenciement du 1er à cheval, à Limoges.
Pendant la liquidation des comptes, le dépôt et le cadre de la 1re compagnie séjourne à Bergerac. Les débris des 5 autres compagnies sont restés autour de Limoges.

L'état-major du régiment arrive le 1er décembre 1815 à Poitiers, comptant à l'étendard 15 officiers, 160 hommes et 185 chevaux.

Voici comment le vicomte d'Autichamp, qui se plaignait d'ailleurs de n'avoir pas été prévenu de l'arrivée de ces 175 hommes, annonce au ministre de la Guerre l'arrivée de ces hommes qui, au milieu d'une affreuse déroute, n'avaient songé qu'à suivre leurs chefs et à conserver à l'État leurs armes et leurs chevaux :
« Permettez-moi d'avoir l'honneur d'exposer à Votre Excellence qu'il serait à désirer, pour le soulagement du département, et plus encore pour pouvoir bonifier son opinion, qu'il fût dispensé pendant six mois d'avoir des troupes ».

### De 1816 à 1829
Transporté à Metz, c'est autour de ce noyau que le 1er régiment d'artillerie à cheval est réorganisé sous le titre de « régiment d'artillerie à cheval de Metz » le 25 juin 1816 sous la direction du général Pernety.
En 1820, le « régiment d'artillerie à cheval de Metz » prend le nom de « 1er régiment d'artillerie à cheval ».
Le régiment est allé à Strasbourg en 1821, à Douai en 1822, à Strasbourg en 1825.
C'est à Strasbourg que le 1er régiment d'artillerie à cheval est licencié, le 9 septembre 1829. 
Il a versé :
- Les 1re, 2e et 3e compagnies sont entrés dans la formation du 7e régiment d'artillerie et le colonel Jean Baptiste Victor Raindre prend le commandement de ce régiment.
- Les 4e, 5e et 6e compagnies sont versées dans le 2e régiment d'artillerie,
- La 7e compagnie rejoint le 4e régiment d'artillerie.

## Personnalités
- Charles Pierre Lubin Griois alors chef d'escadron
- Guillaume Stanislas Marey-Monge alors lieutenant.
- Henri Marie Lenoury alors chef d'escadron

## Sources et bibliographie
- Henri Kauffert : Historique de l'artillerie française
- Louis Susane : Histoire de l'artillerie Française
- Historiques des corps de troupe de l'armée française (1569-1900)
- Etat militaire du corps impérial de l'artillerie de France en 1811 page 360
- French Horse Artillery Regiments and the Colonels Who Led Them 1791-1815